# Karcachi
Karcachi (gruz. კარწახი) – wieś w Gruzji w regionie Samcche-Dżawachetia. Znajduje się na brzegu drugiego pod względem wielkości jeziora w kraju: Chozapini.
Miejscowość położona jest na drodze łączącej Achalkalaki z granicą państwową z Turcją. Stacja kolejowa Karcachi jest ostatnim przystankiem po gruzińskiej stronie na linii Baku–Tbilisi–Kars.
W pobliżu wsi znajduje się rezerwat przyrody Karcachi.